# Tarik Abdi
Tarik Abdi (bulgarisch Търик Абди; * 25. April 2000 in Warna) ist ein bulgarischer Eishockeyspieler, der seit 2023 bei Septemvri Sofia in der bulgarischen Eishockeyliga spielt.

## Karriere
Tarik Abdi spielte seit Beginn seiner Karriere beim SK Warna in seiner Geburtsstadt im bulgarischen Osten. Seit 2013 spielt er für den Klub in der bulgarischen U16-Liga. 2016 wechselte er zu Morski Drakoni Warna in die bulgarische U18-Liga. Nachdem er die Spielzeit 2018/19 in Kanada bei den North York Renegades aus der Greater Montreal Hockey League verbracht hatte, kehrte er nach Warna zu Morski Drakoni zurück. Nachdem er zwischenzeitlich beim SKHL Warna gespielt hatte, steht er seit 2023 bei Septemvri Sofia in der bulgarischen Eishockeyliga auf dem Eis.

### International
Im Juniorenbereich spielte Abdi für Bulgarien in der Division III der U18-Weltmeisterschaften 2016, 2017 und 2018. Mit der U20-Auswahl seines Landes nahm er an den Weltmeisterschaften 2017, 2018 und 2019 ebenfalls in der Division III teil.
Im April 2016 spielte er erstmals mit der bulgarischen Herren-Nationalmannschaft bei der Weltmeisterschaft 2016. Beim Turnier der B-Gruppe der Division II erzielte er eine Woche vor seinem 16. Geburtstag zwei der drei bulgarischen Treffer bei der 3:9-Niederlage gegen Nordkorea. Zudem vertrat er seine Farben bei der Olympiaqualifikation für die Winterspiele 2022 in Peking. Bei der 1:4-Niederlage gegen die Türkei erzielte er das Ehrentor der Bulgaren.